# دلیشز (وبگاه)
دلیشز یک سرویس بوک‌مارک رایگان است که از طرف بنیاد یاهو اداره می‌شود.
به وسیله آن هر شخصی می‌تواند لینک‌های موجود در اینترنت را برای خود ذخیره طبقه‌بندی نموده و برای یاد آوری و در دسترس عموم قرار دادن استفاده نماید.
طبق گفته جورن بارگر که اولین بار از کلمه وبلاگ استفاده نمود طبق تعریف وبلاگ دلیشز از بلاگر سیستم مناسب تری برای بلاگ کردن است 

## نشانی
اگر آن‌ها را با هم بخوانیم خوانده می‌شود دلیشس یا دلیشز که معنی خوشمزه هم می‌دهد. :del.icio.us

## تاریخچه
این سایت در انتهای سال ۲۰۰۳ شروع به کار کرد بنیانگذار آن شخصی است به نام جوشآ اسکاچر (Joshua Schachter) است.
در ۹ دسامبر سال ۲۰۰۶ سایت دلیشس با مبلغ ۳۰ میلیون دلار به وسیله یاهو! خریداری شد که به مؤسس آن ۱۵ میلیون دلار رسید.

## کار با سایت
کار با سایت دلیشس بسیار آسان است ُنخست هر کاربر باید ثبت نام کند و بعد می‌تواند شروع کند به لینک دادن اگر صفحه‌ای بیش از اندازه لینک داده شود به صفحه لینک‌های داغ می‌رود دلیشس به کاربرانش اجازه می‌دهد که لینک‌های حساب کاربری خود را در وبلاگ نمایش دهند و حتی با استفاده از خبرخوان لینکهایش را مطالعه کند.

## سایتهای مشابه
1. digg